# I Am Kloot
Pour les articles homonymes, voir I Am Kloot (album).
I Am Kloot est un groupe britannique de rock alternatif, originaire de Manchester, en Angleterre, actif entre 1999 et 2016. Les membres fondateurs sont John Bramwell, Peter Jobson et Andy Hargreaves.

## Histoire
I Am Kloot est formé par des membres de The Mouth, un groupe codirigé par John Bramwell et Bryan Glancy. Bramwell, qui a été membre de groupes comme The Face Brothers (duquel il a été expulsé à 18 ans), The Ignition, Five Go Off to Play Guitar et The Debuchias, jouait en solo sous le nom de scène Johnny Dangerously.
Le groupe sort son premier single double face A Titanic/To You en novembre 1999 sur le label local Ugly Man Records qui fait l'objet d'une publicité dans le centre ville de Manchester avec des affiches portant uniquement les paroles there's blood on your legs, I love you (« il y a du sang sur tes jambes, je t'aime ») barbouillées à l'encre rouge, ce qui donne lieu à des plaintes dans la presse locale. Guy Lovelady, propriétaire de Ugly Man Records, demande à Bramwell de faire jouer l'un de ses groupes à Night and Day, mais il refusa d'en discuter après s'être brouillé avec le propriétaire de la salle et chercha plutôt à faire sortir le premier single du groupe sur le label. Lovelady accepte sans avoir entendu le moindre morceau, et n'entend le single qu'après sa sortie et voit le groupe jouer pour la première fois deux mois plus tard au Kashmir Klub de Londres avec The Libertines en première partie. Le groupe emprunte 1 000 £ pour sortir le single et emballe les disques dans des sacs en papier brun au lieu de pochettes correctes pour économiser de l'argent.
En 2001, le groupe I Am Kloot sort son premier album, Natural History, qui vaut au trio un réel succès critique en Angleterre. Bien qu'ils se défendent de faire du folk, leur musique reste à l’image de leur tout premier single Titanic/To You. Suivent I Am Kloot puis Gods and Monsters. Ce dernier contient l'une de leurs chansons les plus connues : Avenue of Hope. Le groupe est alors en froid avec son label Echo, qui refuse de sortir des singles.
Après avoir signé chez Skinny Dog Records, le groupe sort un nouvel album début 2008, I Am Kloot Play Moolah Rouge, dont certains titres ont été présentés par John Bramwell dans sa tournée solo Month of Sundays à Manchester. En octobre 2009, pour faire patienter ses fans, le groupe sort B, un double album compilation de B-sides, comportant raretés et inédits. En juillet 2010 sort l'album Sky at Night chez Shepherd Moon Records. L'album est produit par Craig Potter et Guy Garvey, du groupe Elbow, qui avaient déjà travaillé sur le premier album. Sky at Night rencontre un succès critique et public. Le sixième album studio du groupe, intitulé Let It All In, sort le 21 janvier 2013. Il contient notamment les titres These Days are Mine et Hold Back the Night.
En novembre 2017, Bramwell révèle que le groupe s'était séparé.

## Membres
- John Bramwell — guitare et chant
- Peter Jobson — basse
- Andy Hargreaves — batterie

### Galerie

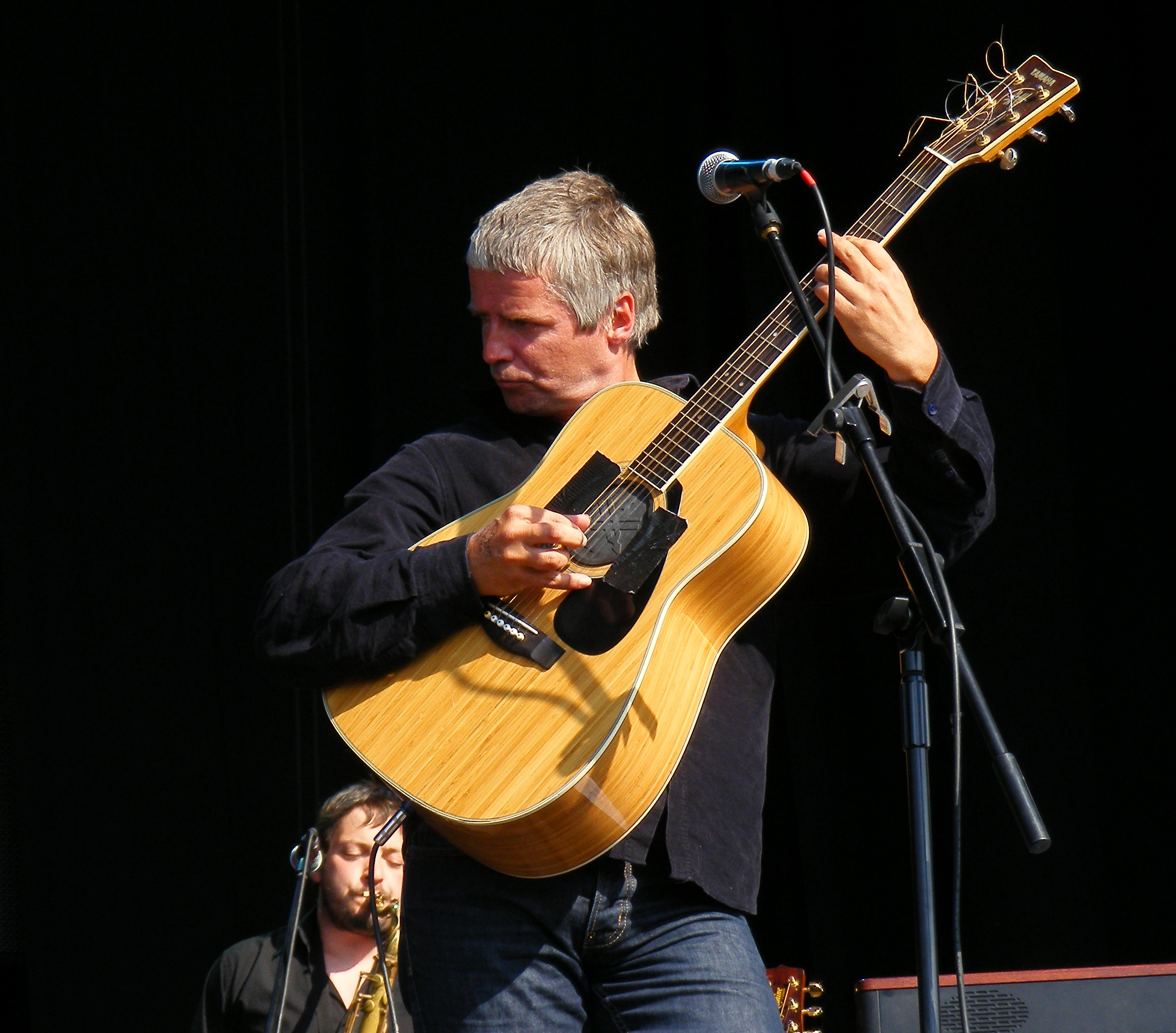
John Bramwell
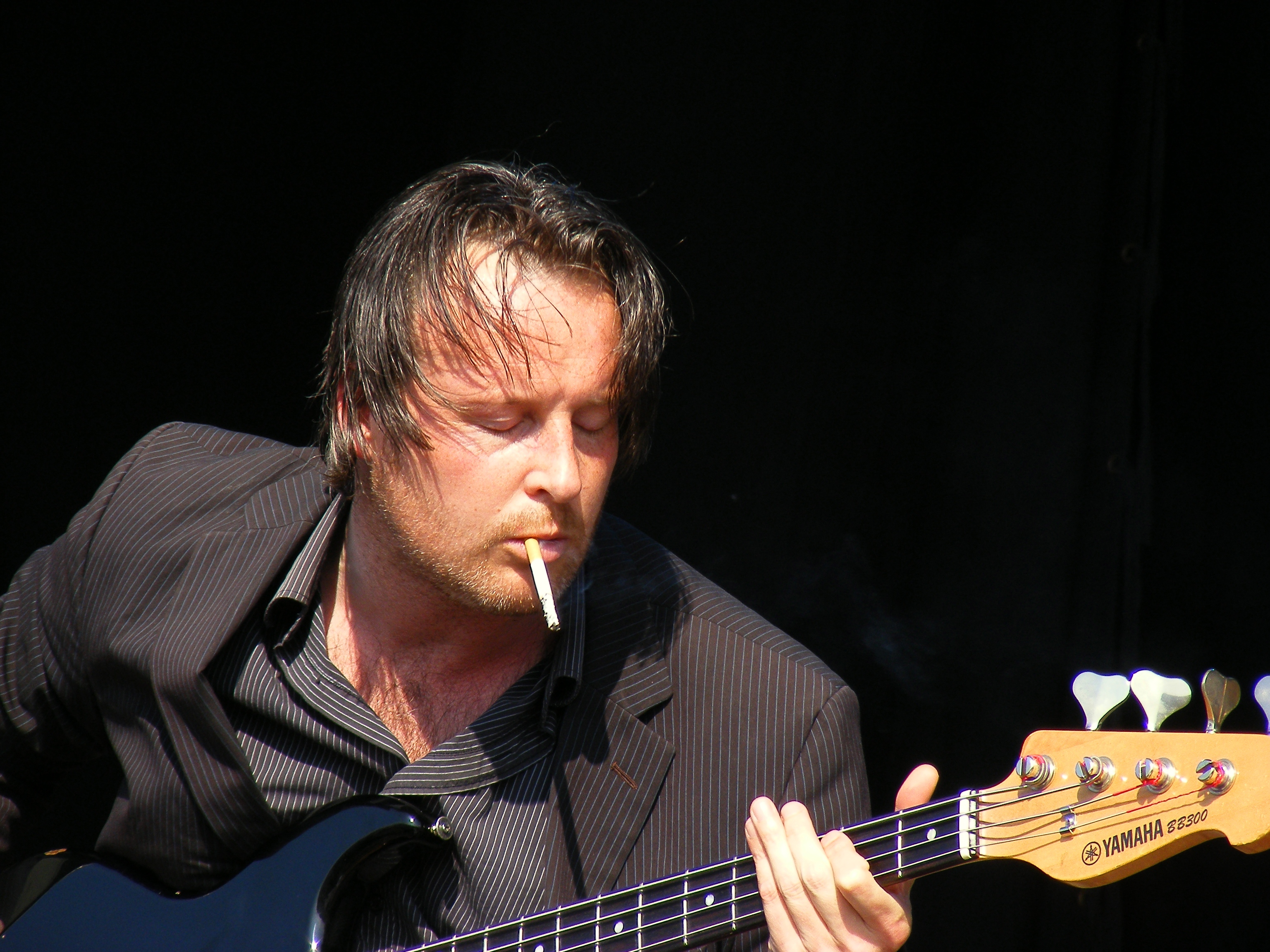
Peter Jobson
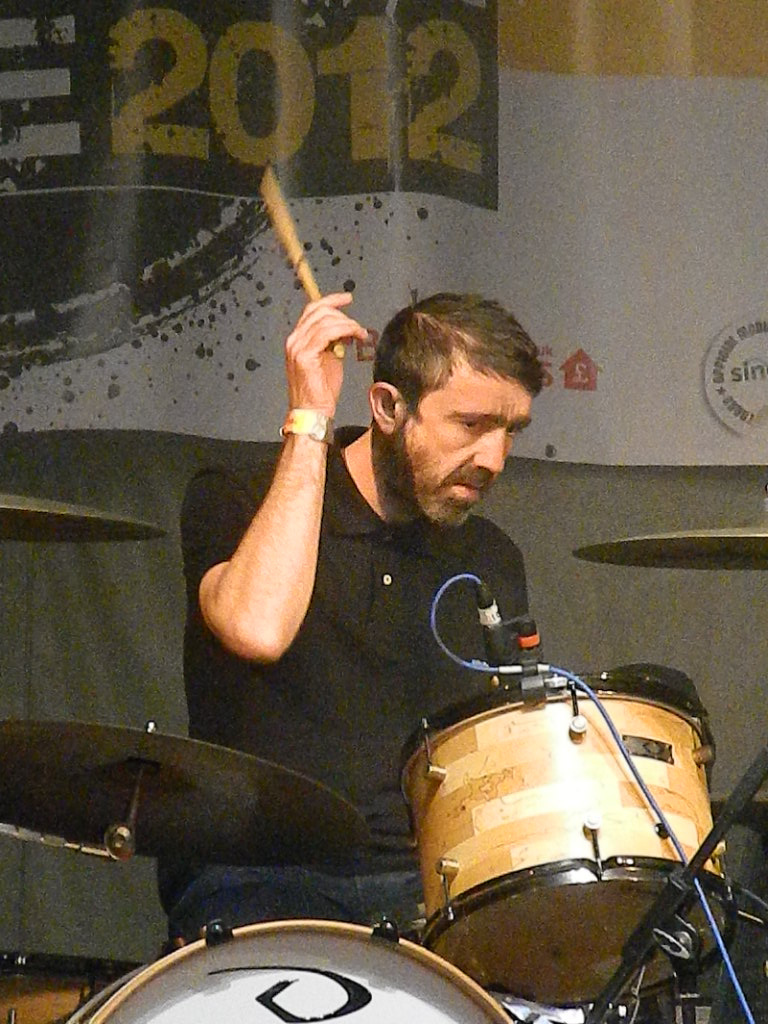
Andy Hargreaves

## Discographie

### Albums studio
- 2001 : Natural History (119e des charts britanniques)
- 2003 : I Am Kloot (68e des charts britanniques[12])
- 2005 : Gods and Monsters (74e des charts britanniques[12], 200e des charts français[13])
- 2007 : I Am Kloot Play Moolah Rouge (74e des charts néerldandais[14]
- 2010 : Sky at Night (24e place des charts britanniques[15],[16],[17], 59e des charts autrichiens[17], 95e des classements allemands[18])
- 2013 : Let It All In (10e des charts britanniques[19], 37e aux Pays-Bas[20], 45e en Autriche[20], 49e en Allemagne[21], en Belgique (61e en Région flamande[22], 143e en Wallonie[23])
- 2014 : From There to Here[24]

### Compilations
- 2006 : BBC Radio 1 John Peel Sessions
- 2009 : B

### Singles
- 1999 : To You/Titanic (vinyle, limité à 1 000 exemplaires)
- 2000 : Twist/86 TV's (CD et vinyle)
- 2001 : Dark Star (CD et vinyle)
- 2001 : Morning Rain (CD et vinyle)
- 2003 : Untitled #1 (vinyle en édition limitée)
- 2003 : Life in a Day (2x CD et vinyle)
- 2003 : 3 Feet Tall (2x CD et vinyle)
- 2004 : From Your Favourite Sky (CD numérique)
- 2005 : Over My Shoulder (CD et 2x vinyle)
- 2005 : Maybe I Should (CD en edition limitée)

## Médias
La chanson Avenue of Hope est utilisée dans le générique de fin et du film de Danny Boyle Sunshine et édité sur la bande originale.
L'acteur Matthew Fox, notamment connu pour la série Lost, a cité I Am Kloot comme étant l'un de ses groupes favoris[réf. nécessaire].